# شهرستان یی (لیائونینگ)
شهرستان یی (به انگلیسی: Yi County) یک شهرستان در چین است که در جینجو واقع شده‌است.